# Таструп (Германия)
Таструп (нем. Tastrup) — община в Германии, в земле Шлезвиг-Гольштейн. 
Входит в состав района Шлезвиг-Фленсбург. Подчиняется управлению Хюруп.  Население составляет 419 человек (на 31 декабря 2010 года). Занимает площадь 4,52 км².